# Entrée de ballet
Une entrée de ballet est une scène autonome d'un ballet de cour, d'un divertissement, d'une comédie-ballet, d'un opéra-ballet, voire d'une tragédie lyrique, qui réunit plusieurs danseurs entrant et sortant de l'espace scénique.
Aux XVIIe et XVIIIe siècles, la danse baroque distingue plusieurs types d'entrées, selon leur caractère et le style des pas : sérieuse, grave, bouffonne ou grotesque. Dans ses recueils de danses, Raoul Feuillet qualifie les entrées qu'il décrit selon le nombre de personnages et parfois le sexe : Entrée seul, Entrée pour une femme, Entrée à deux, etc.
Cette forme chorégraphique disparaît dans les années 1790.